# Dodge Polara
Dodge Polara — легковой автомобиль среднего класса, производившийся с 1960 по 1973 год американскими компаниями Dodge и Chrysler. Пришёл на смену модели Dodge Matador. Вытеснен с конвейера моделью Dodge Monaco.
Название Polara автомобиль получил в честь полярной звезды в космической гонке.

## История
Автомобиль Dodge Polara впервые был представлен в 1960 году в качестве замены модели Dodge Matador. С 1962 года кроме седанов, производились также кабриолеты и универсалы. Колёсная база была уменьшена до 2946 мм.
Также существовал спортивный автомобиль Dodge Polara 500.
В 1963 году колёсная база автомобиля была увеличена до 3023 мм.
Начиная с 1964 года, автомобиль был модернизирован путём замены светотехники и бамперов. В 1965-1970 годах Dodge Polara был единственным кабриолетом производства Dodge.
Производство завершилось в 1973 году.
До 1980 года автомобили делали в Аргентине, до 1970 года — в Канаде, а до 1981 года — в Бразилии.

## Галерея

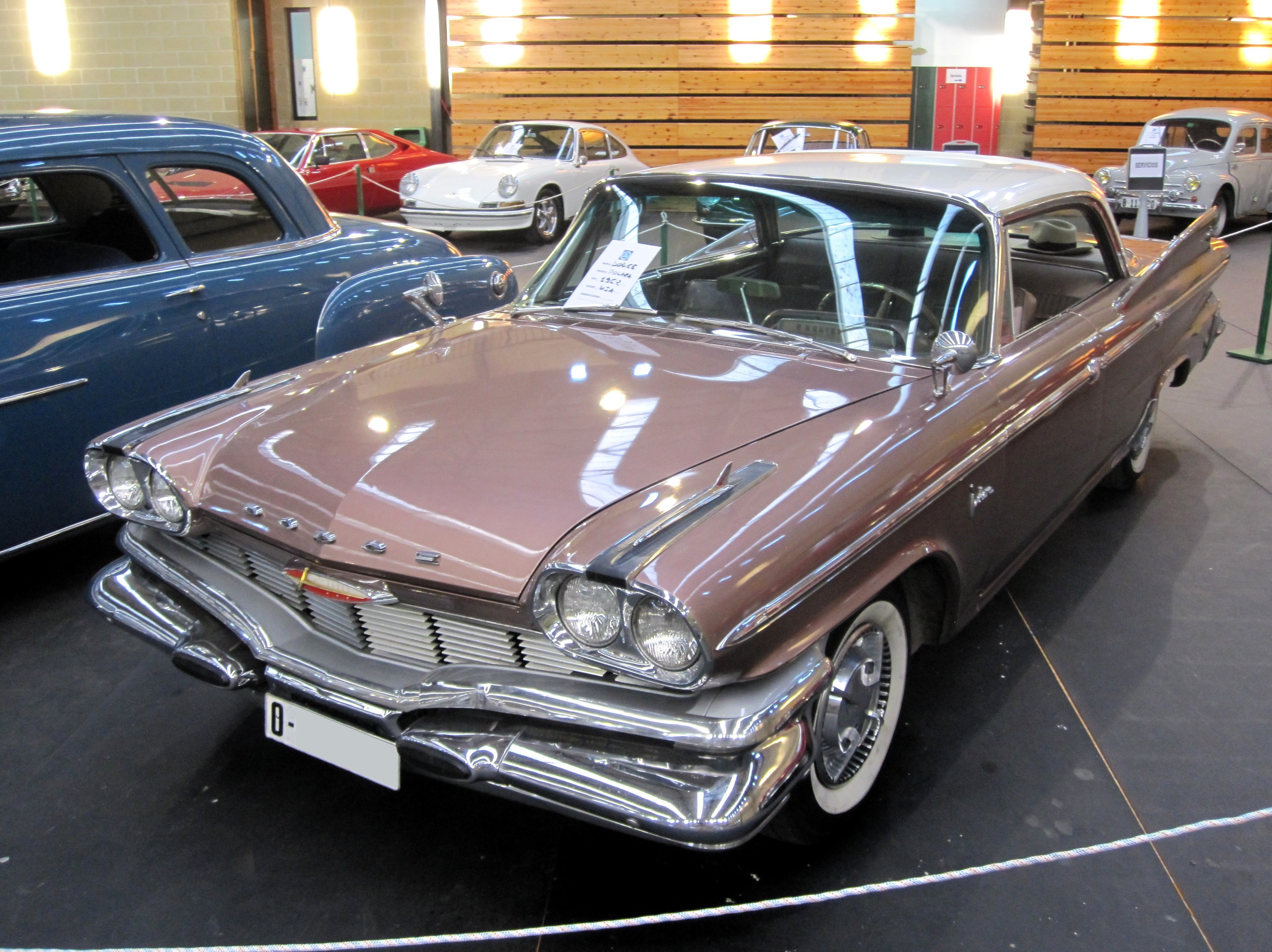
Хардтоп Dodge Polara
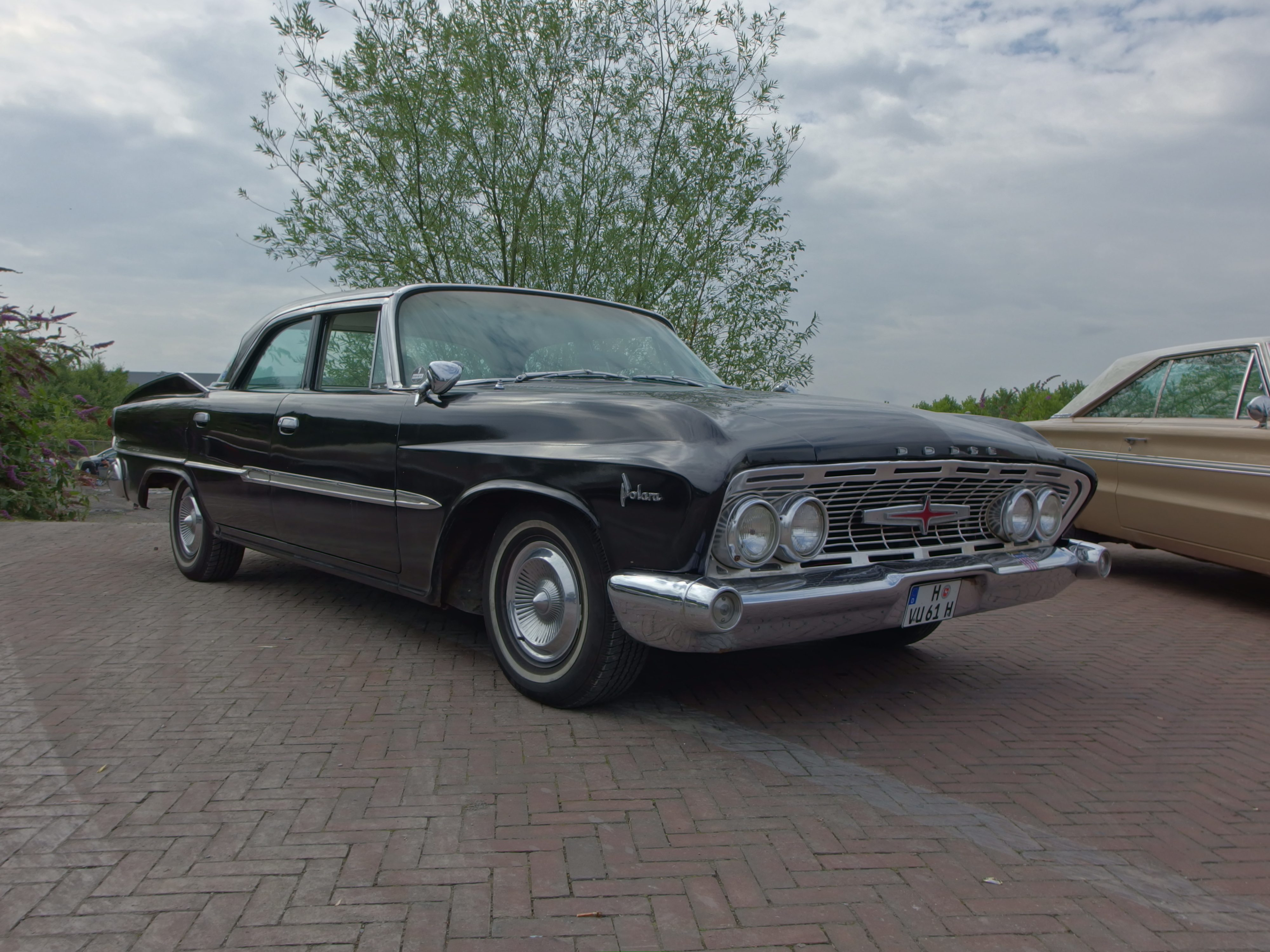
Седан Dodge Polara
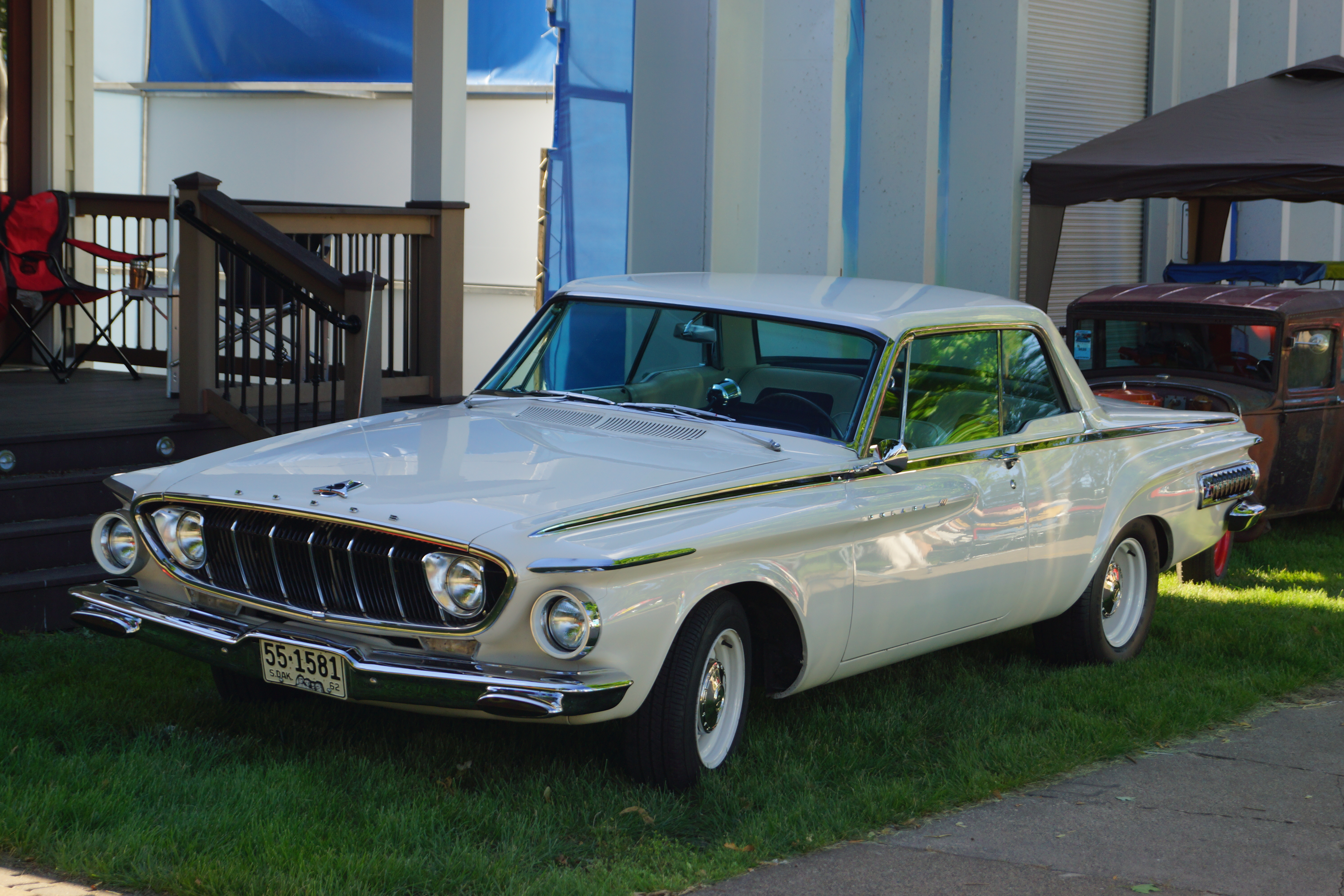
Dodge Polara 500
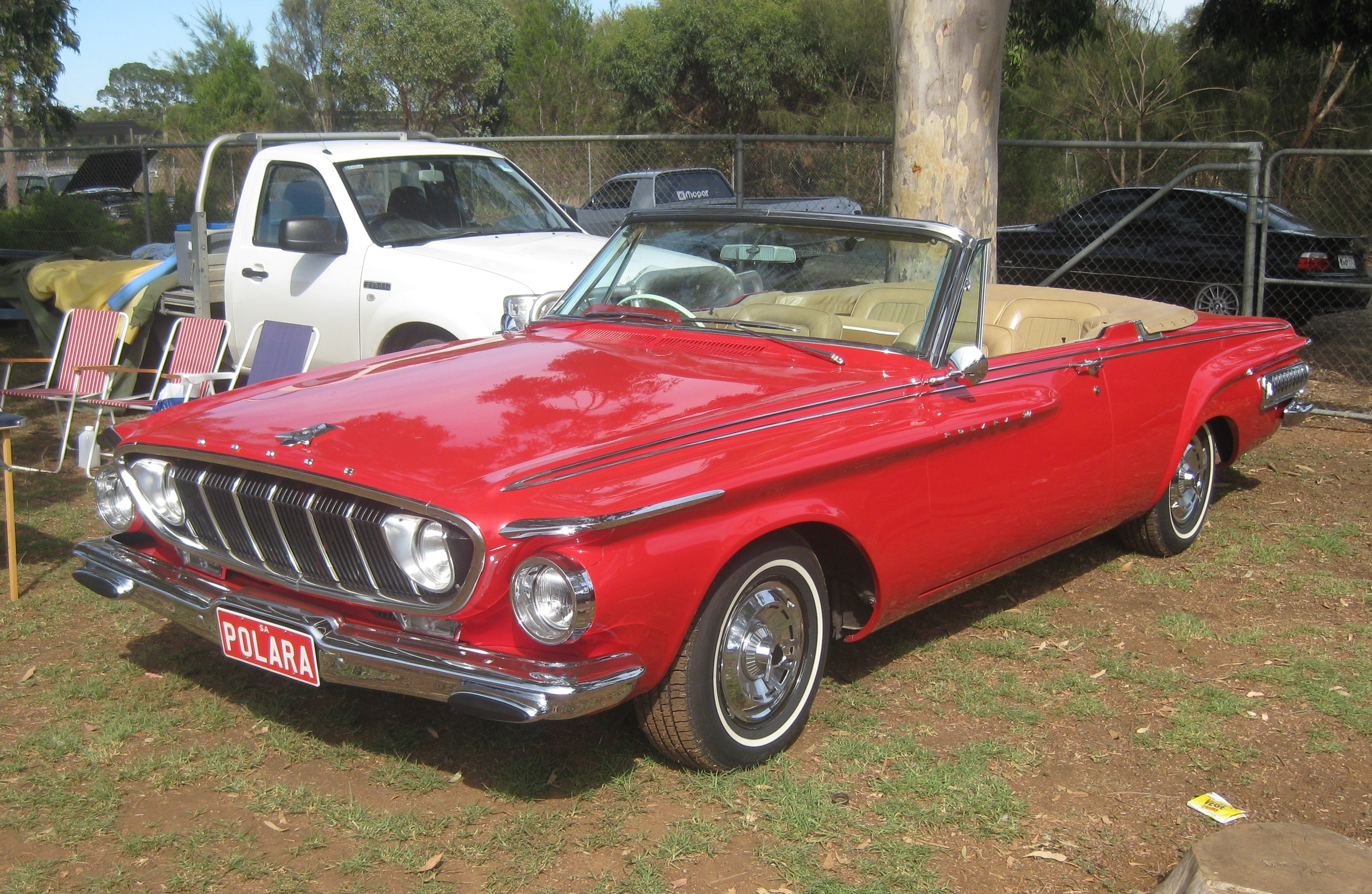
Кабриолет
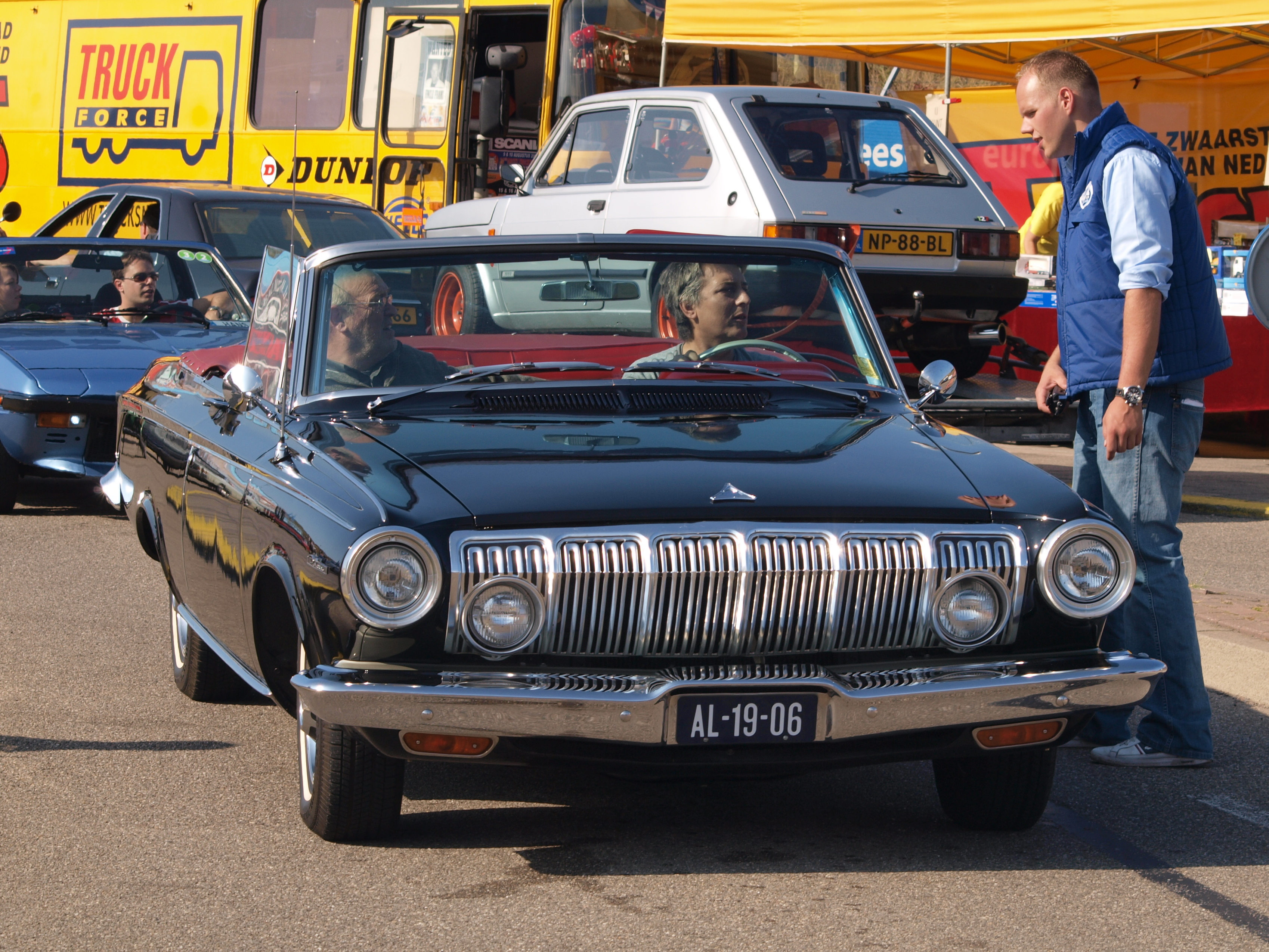
Кабриолет
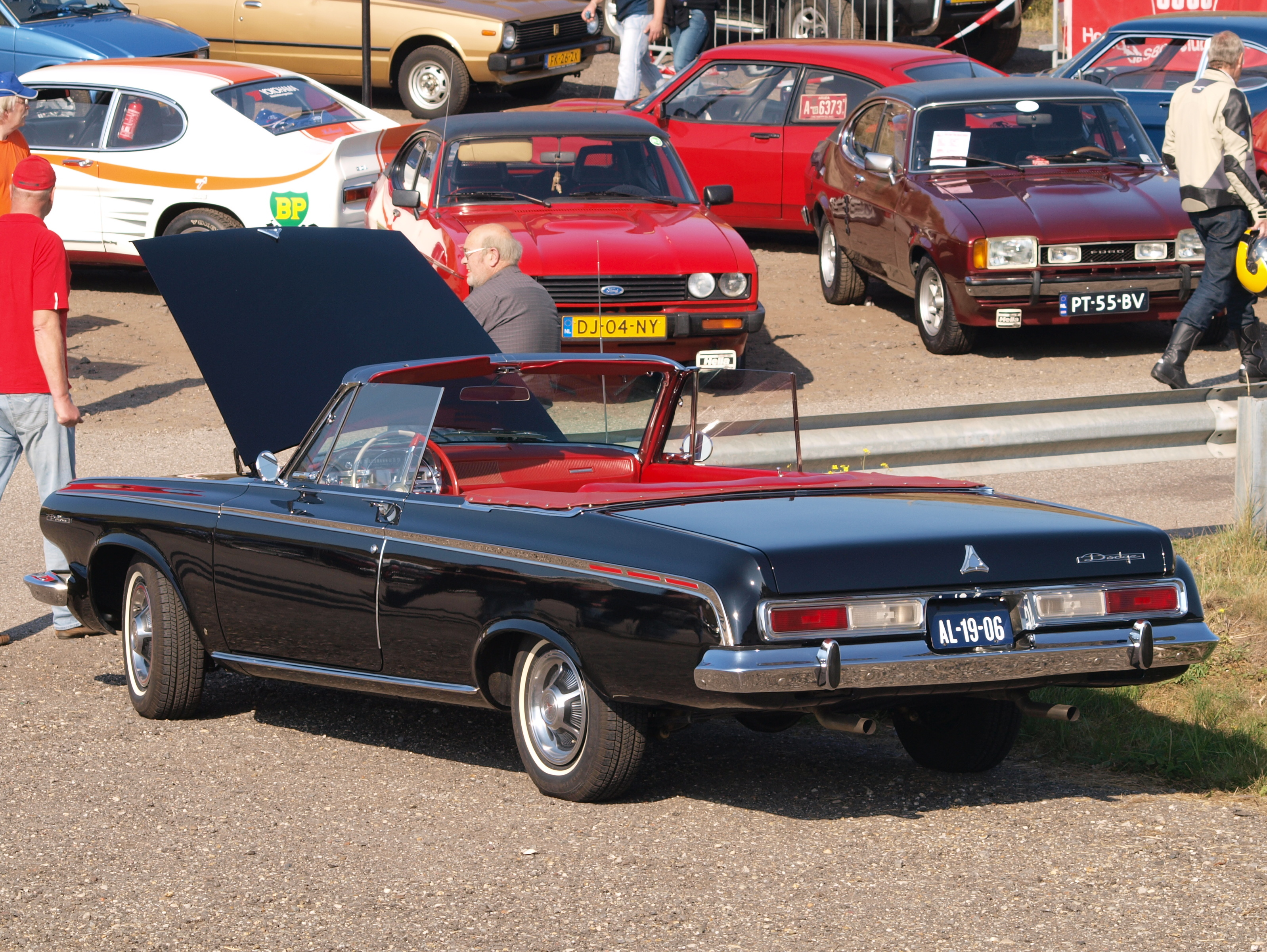
Кабриолет
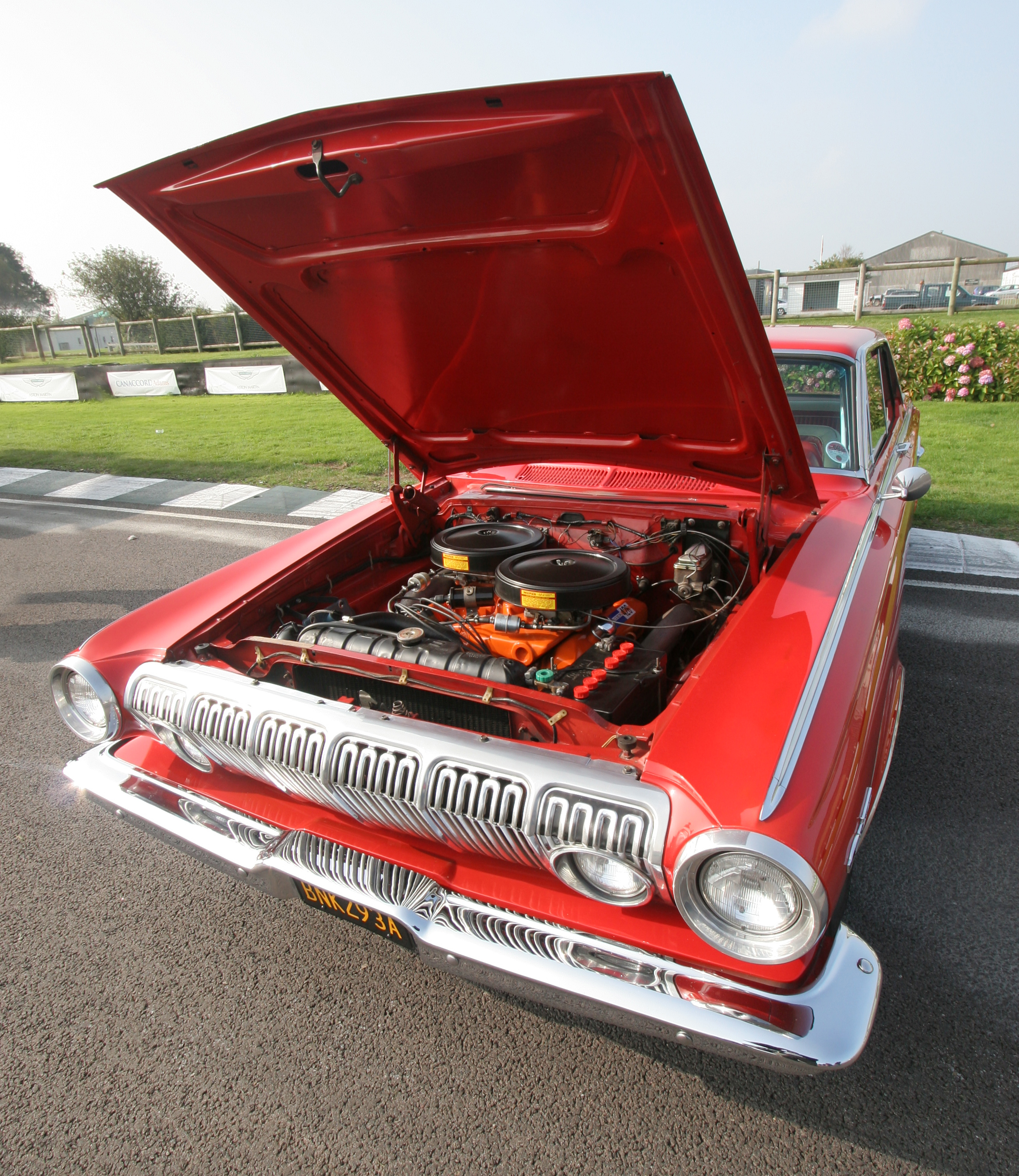
Dodge Polara с двигателем Max Wedge
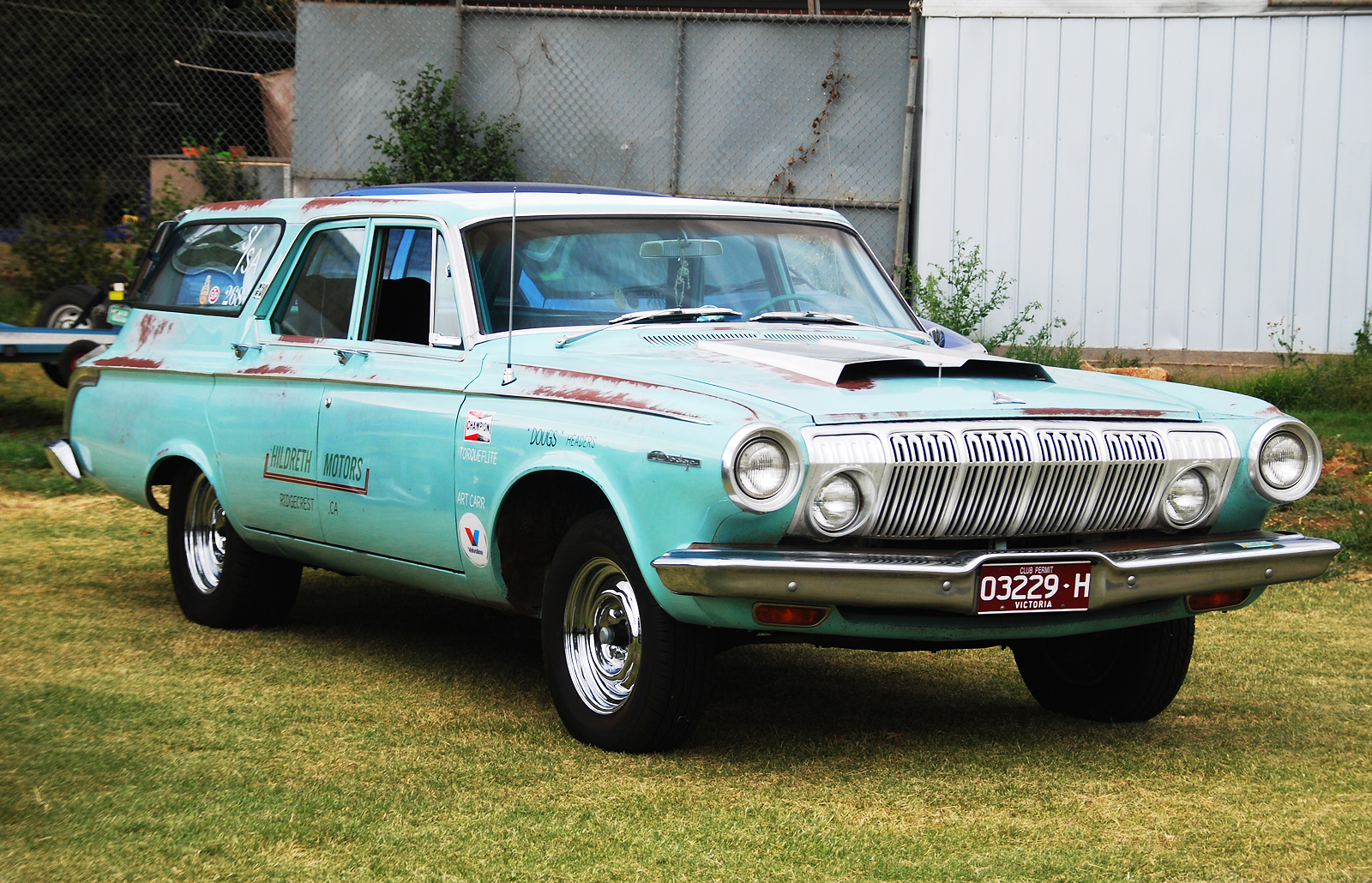
Универсал
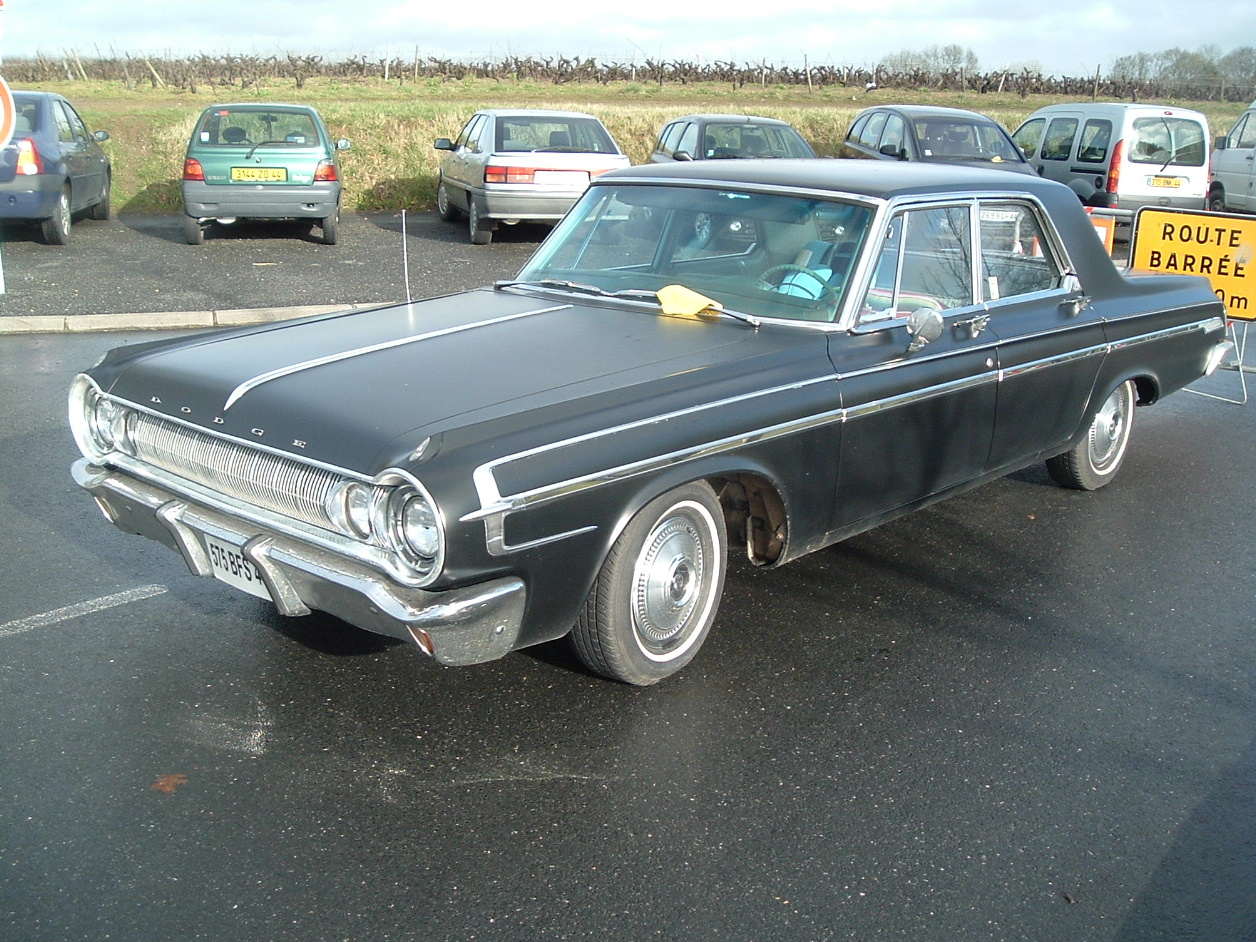
Седан Dodge Polara образца 1964 года
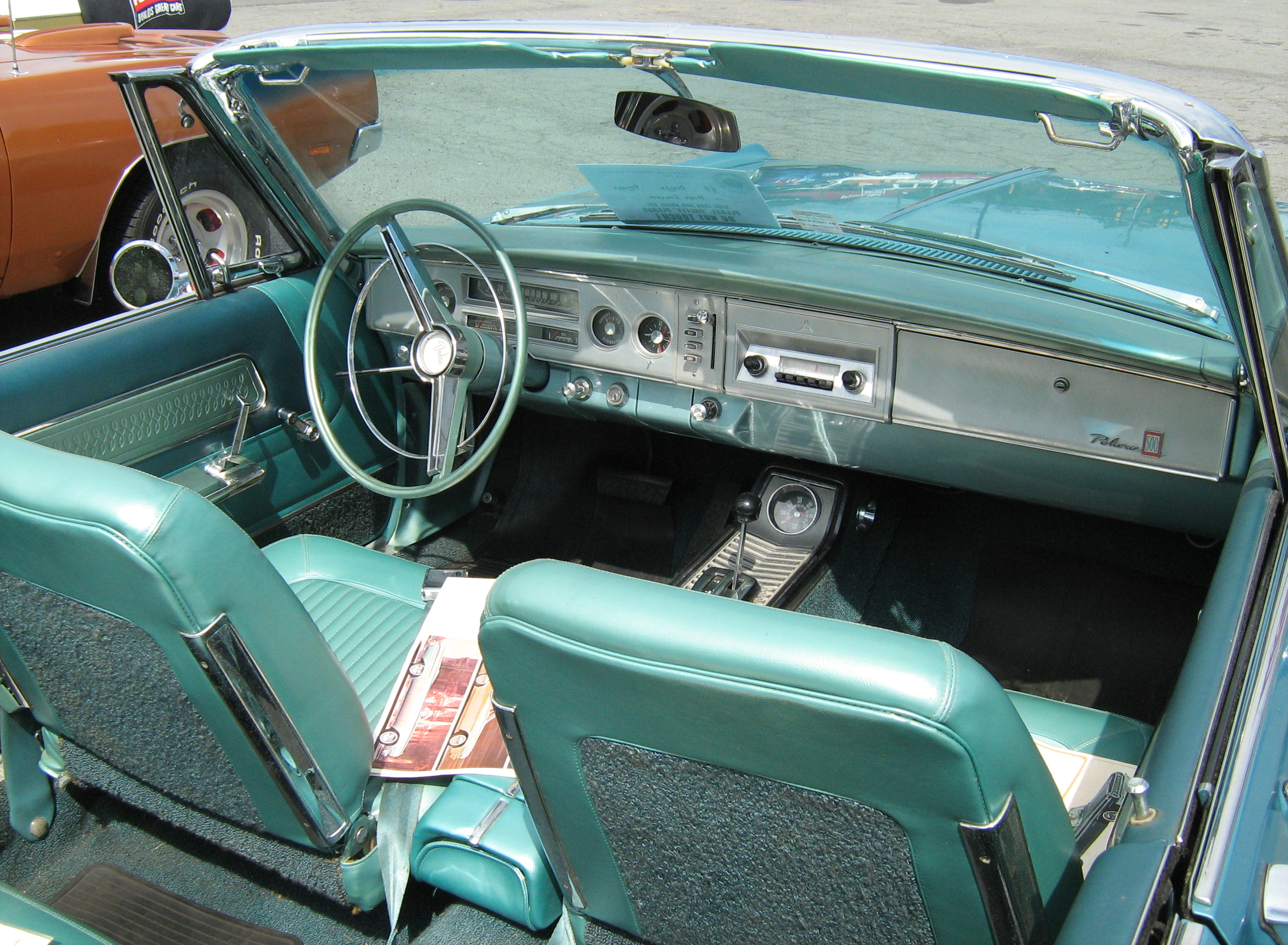
Место водителя
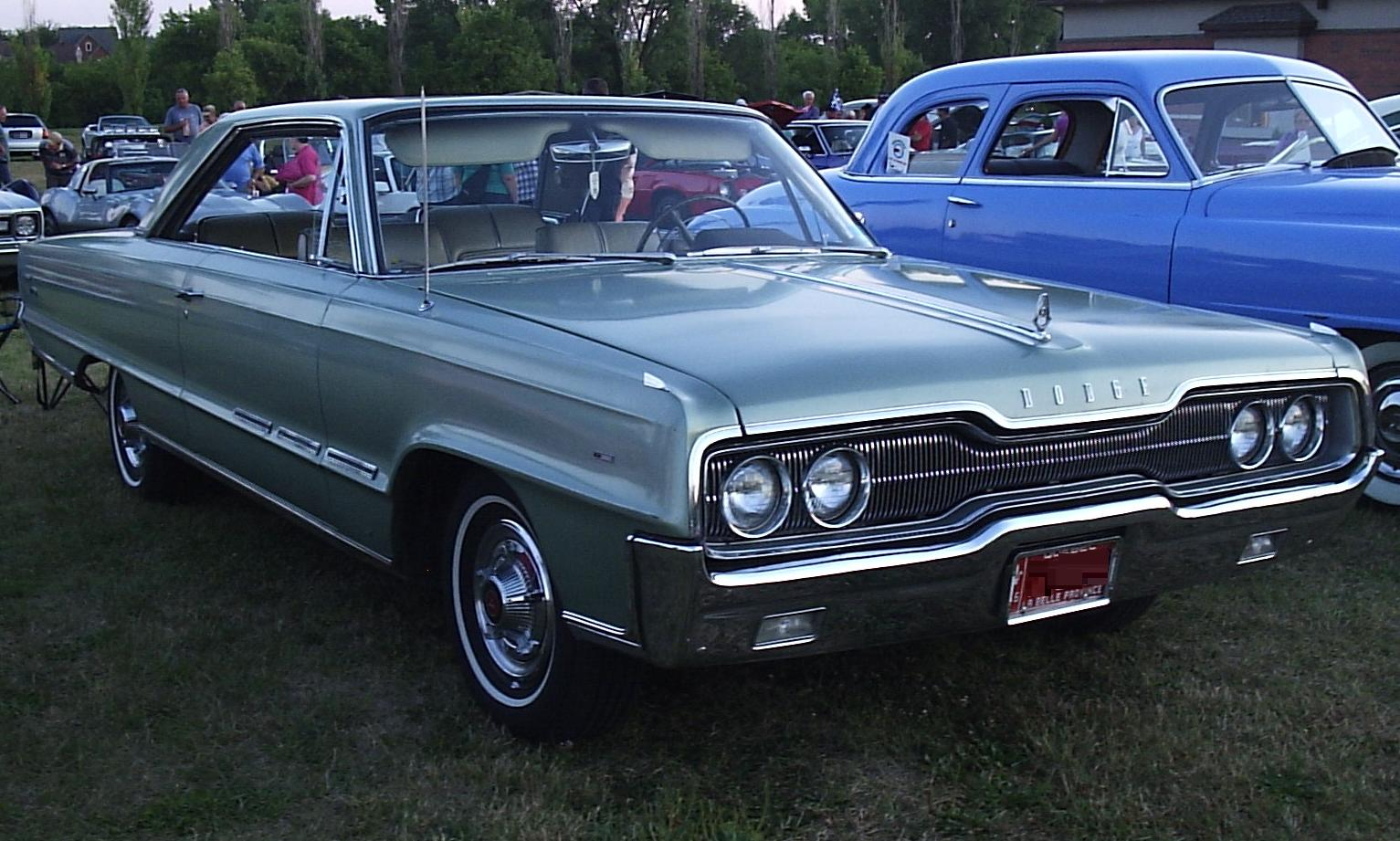
Купе
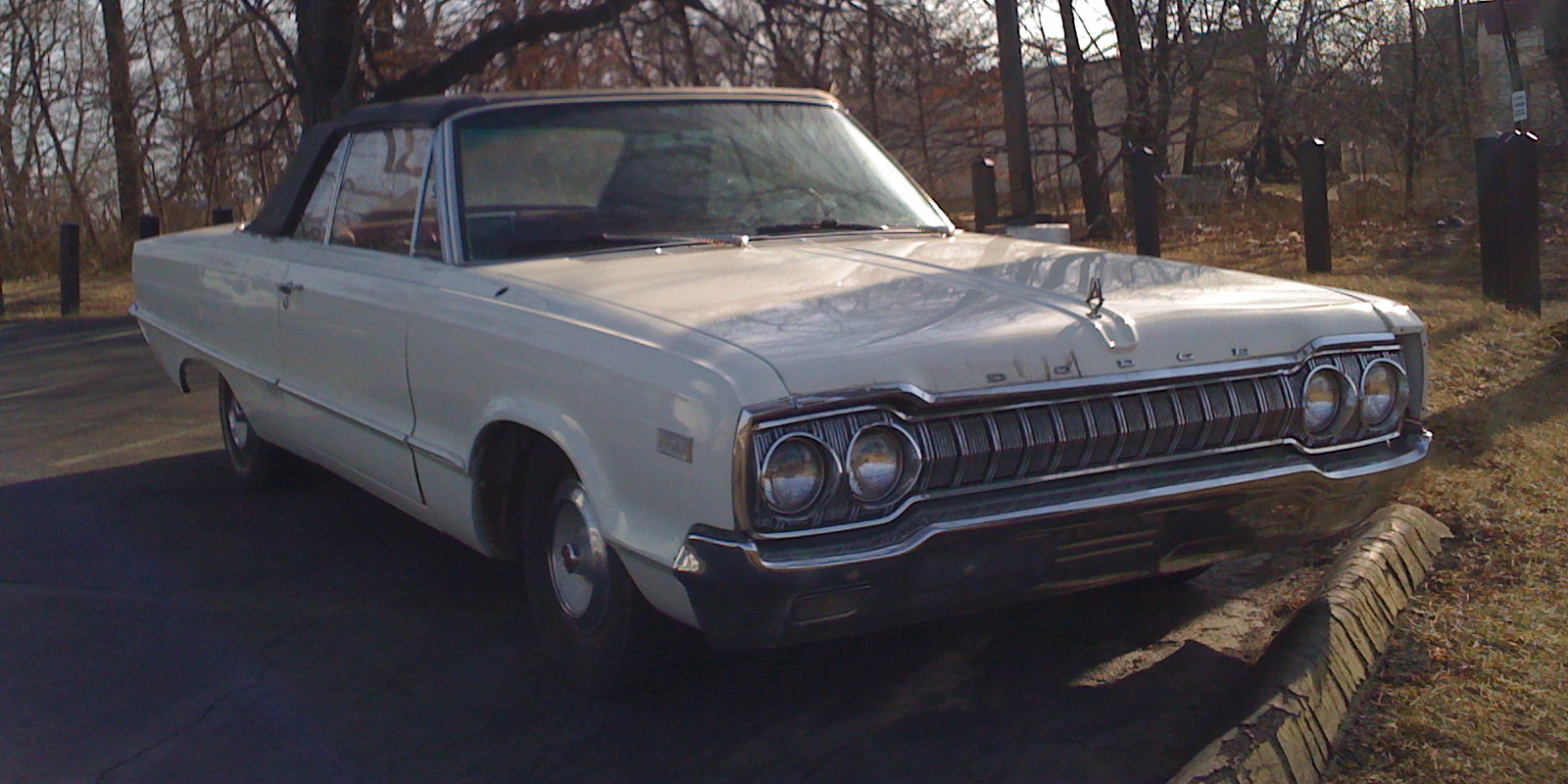
Кабриолет Dodge Polara образца 1965 года
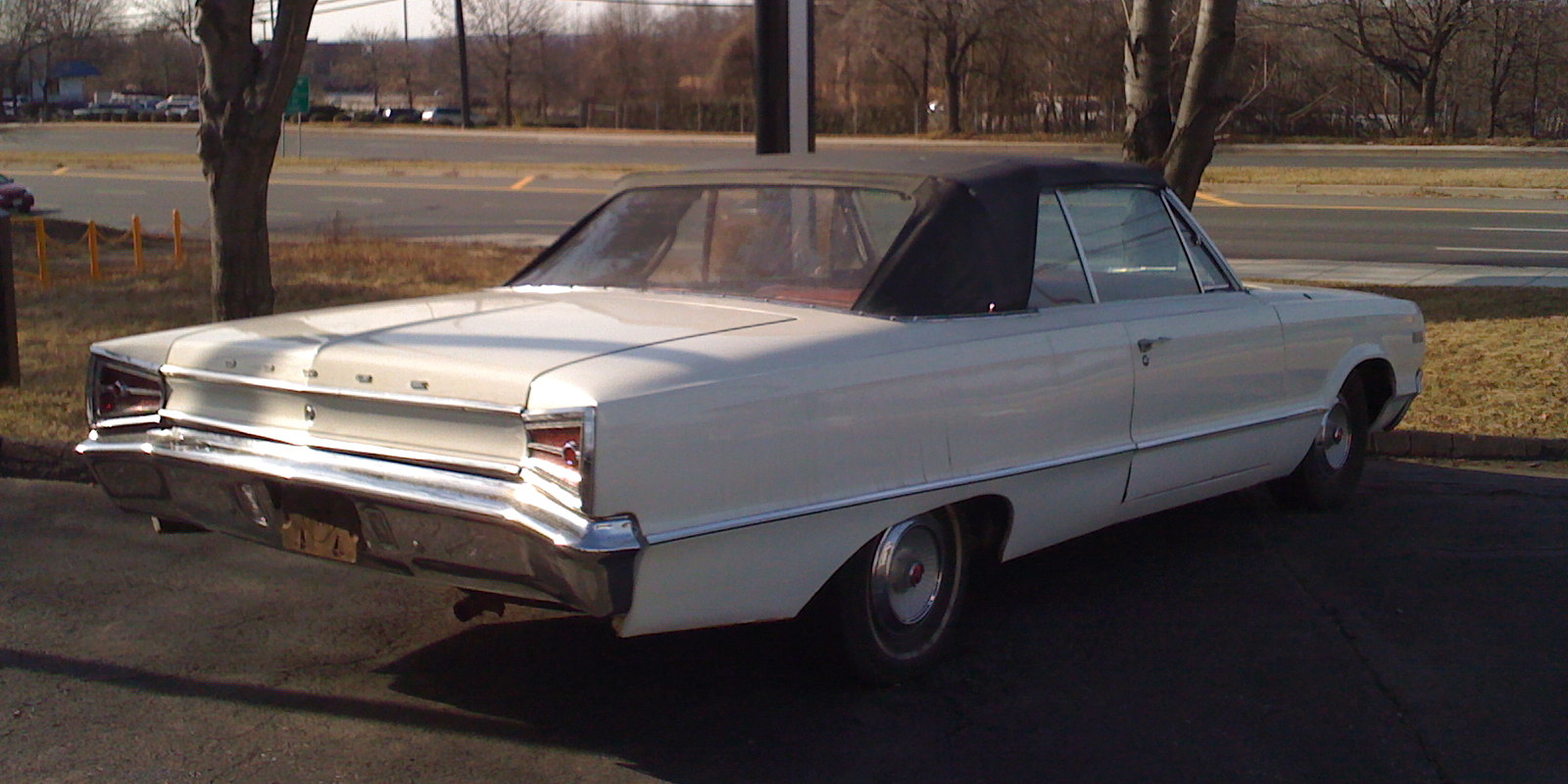
Кабриолет Dodge Polara образца 1965 года
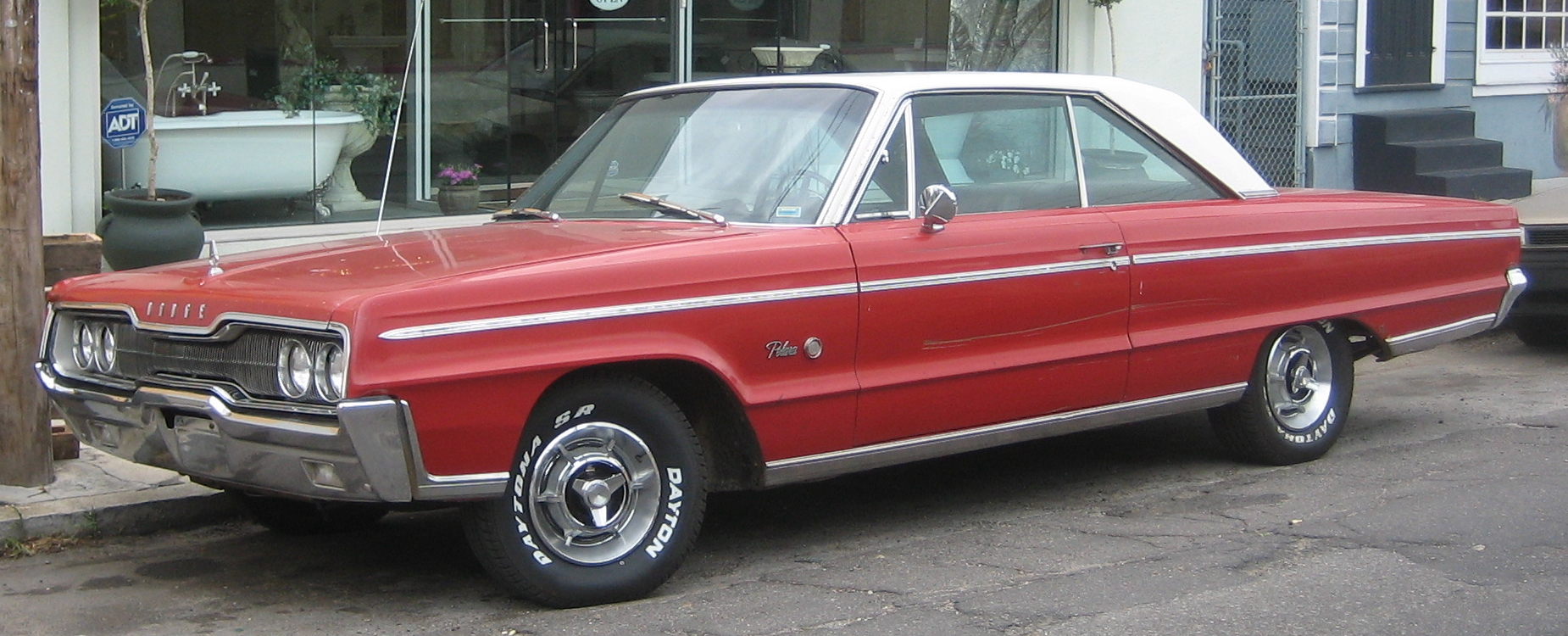
Хардтоп Dodge Polara 500
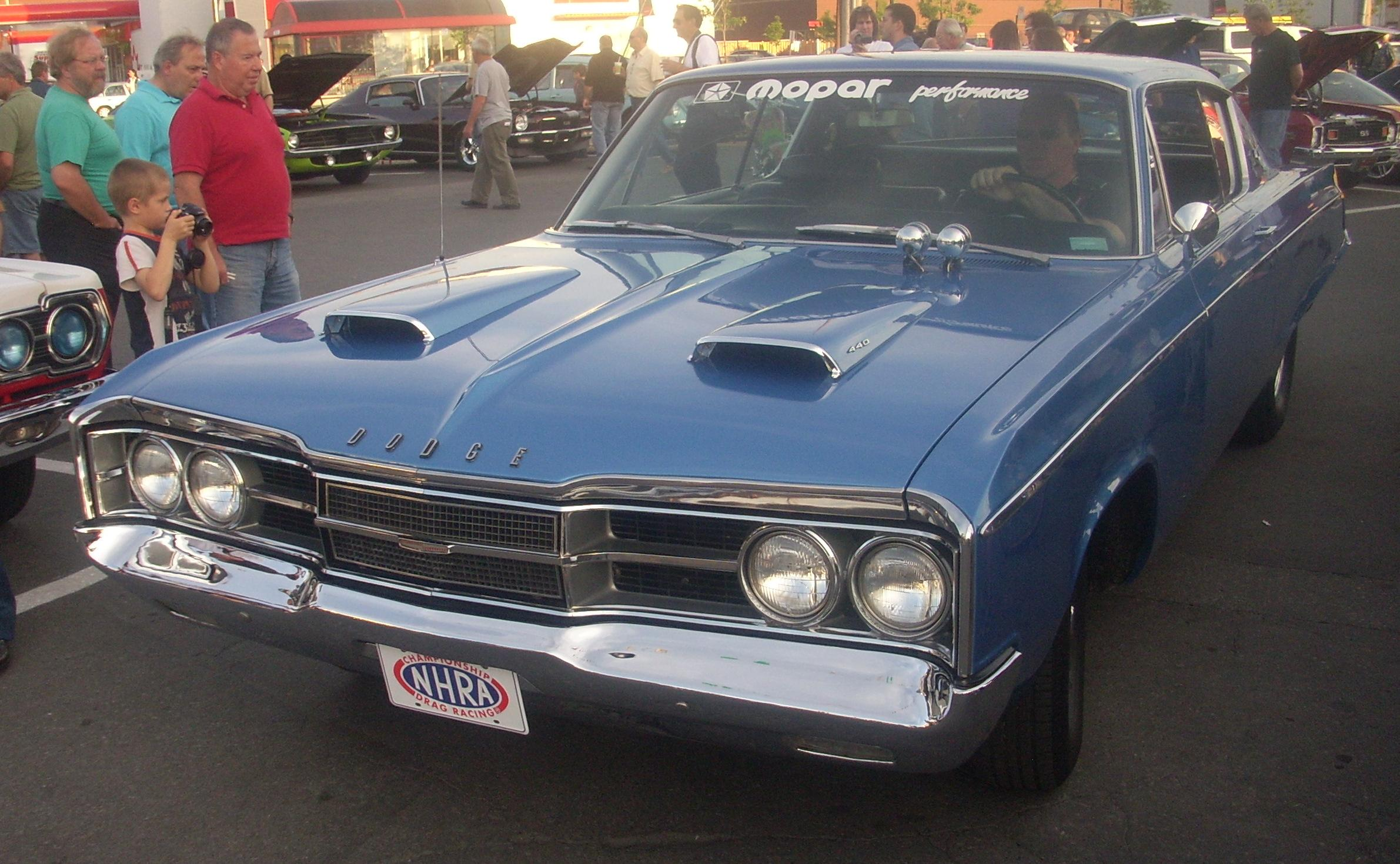
Купе
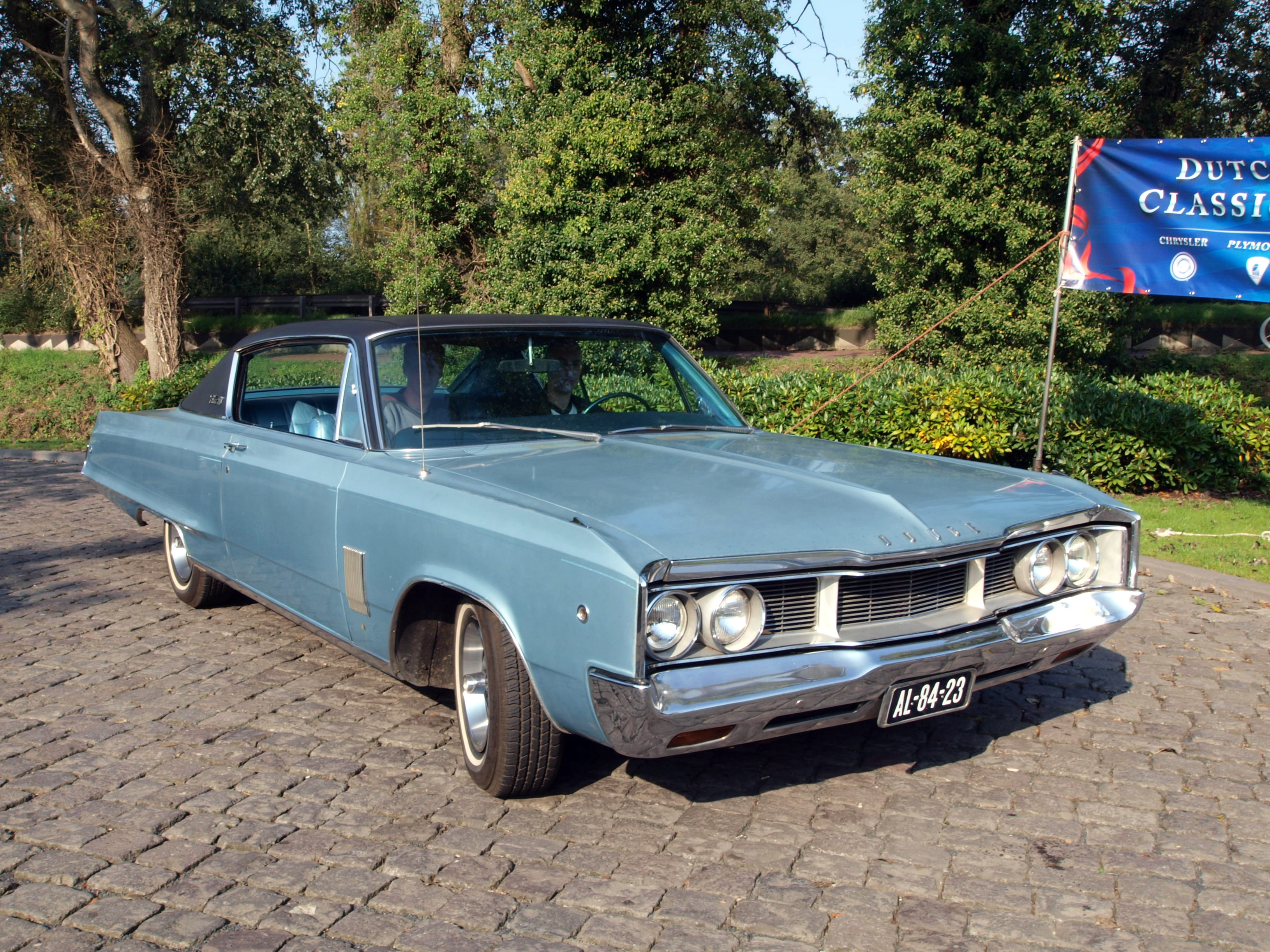
Купе
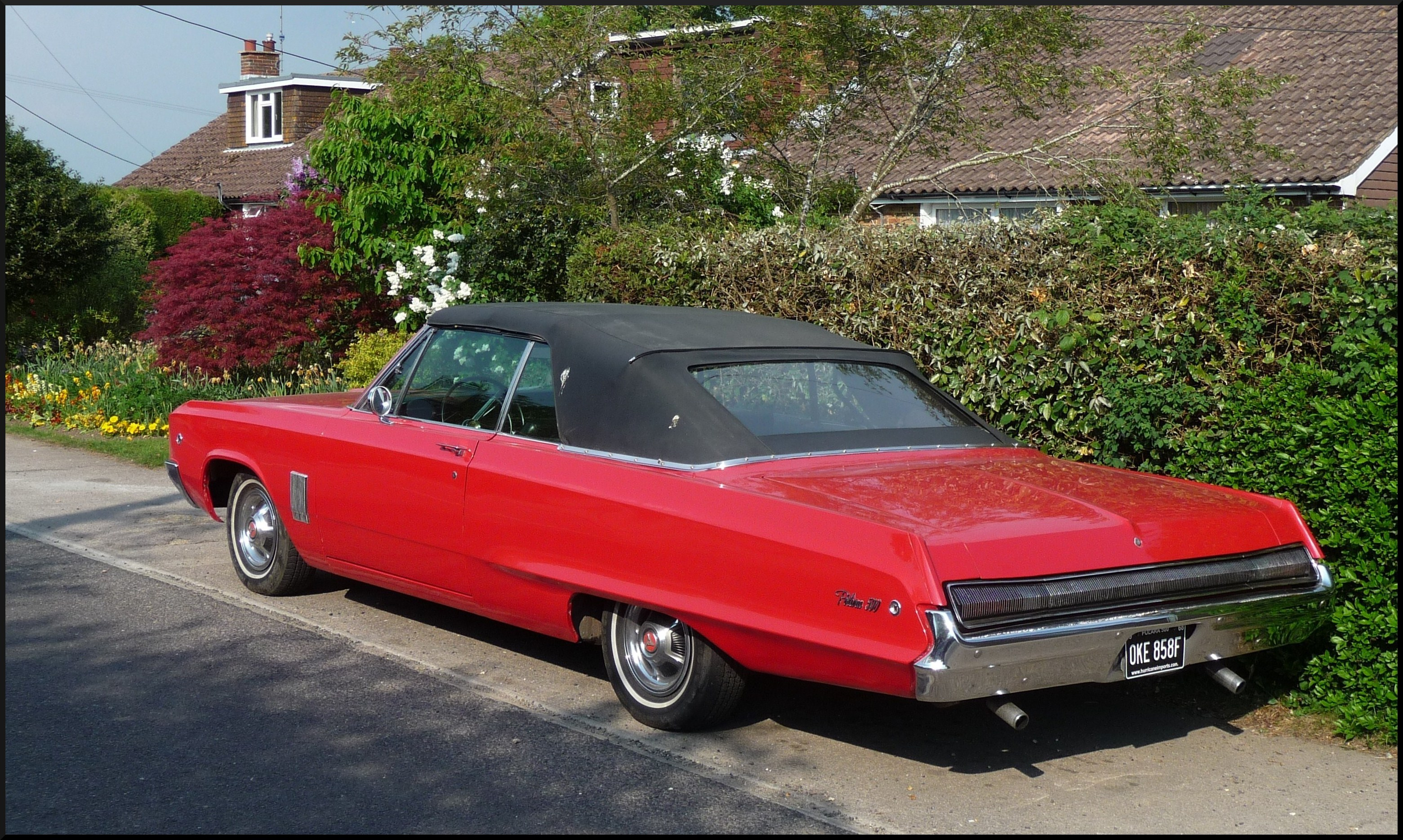
Кабриолет
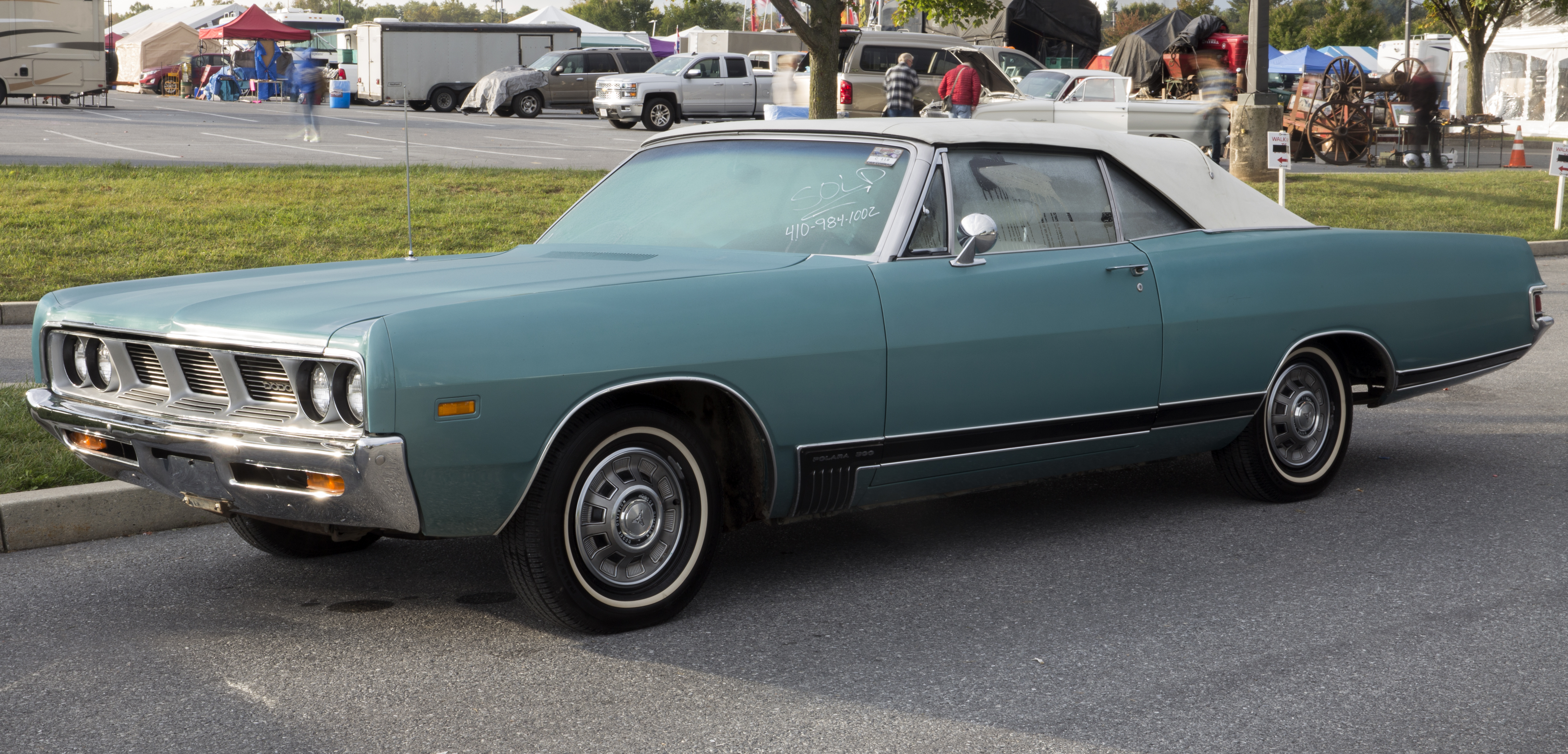
Кабриолет Dodge Polara 500
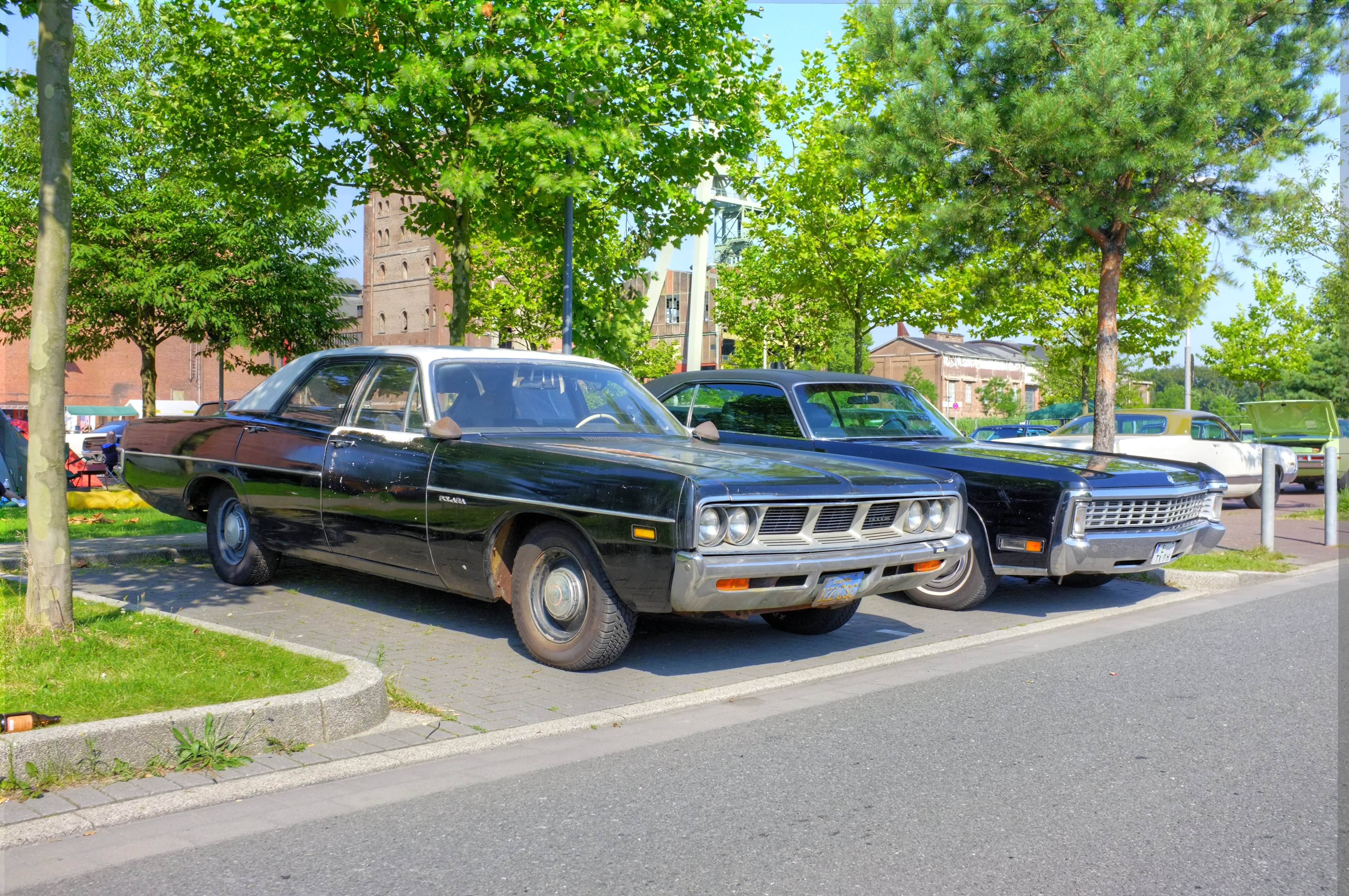
Седан Dodge Polara образца 1969 года
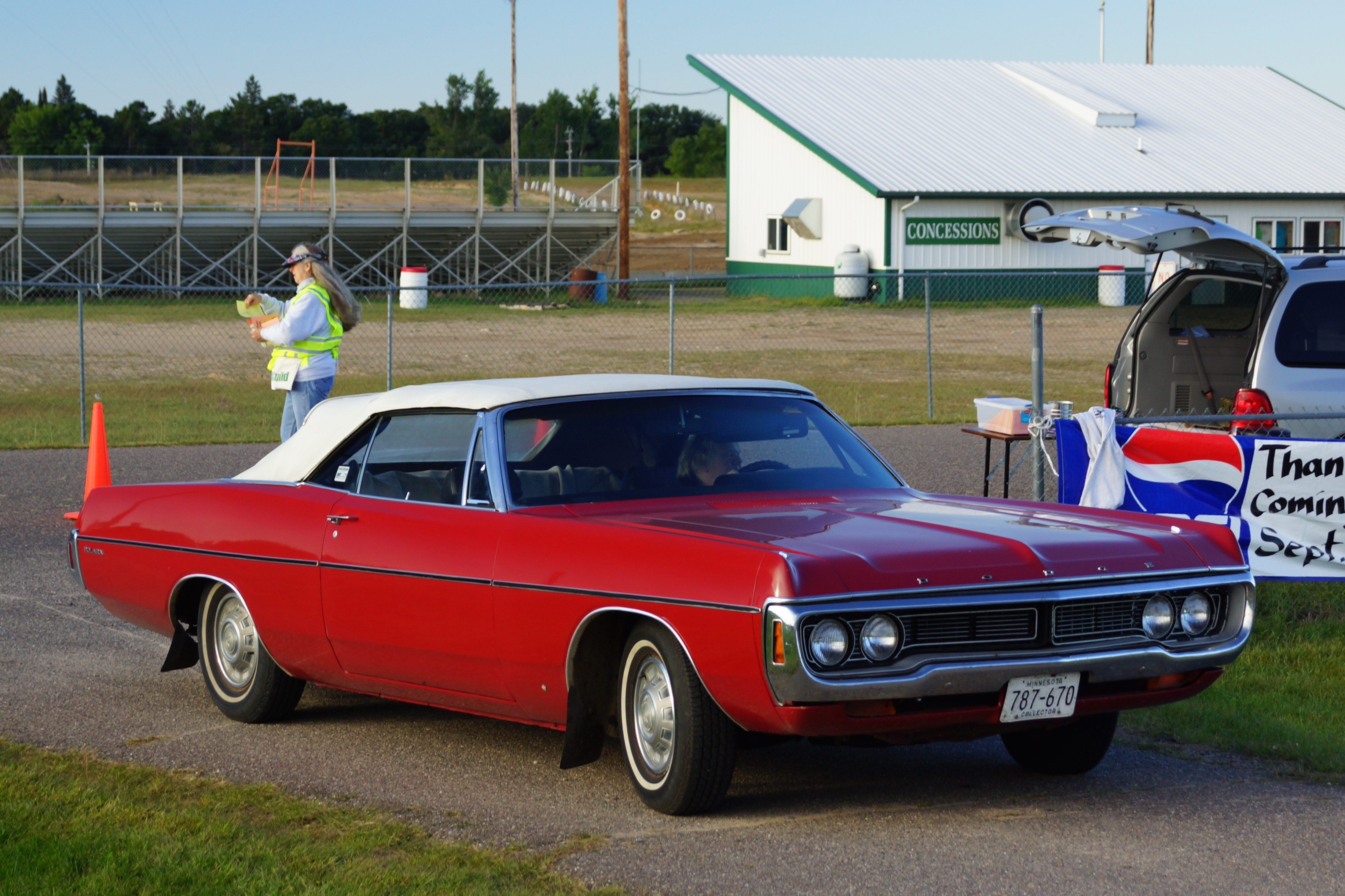
Кабриолет с откидной крышей
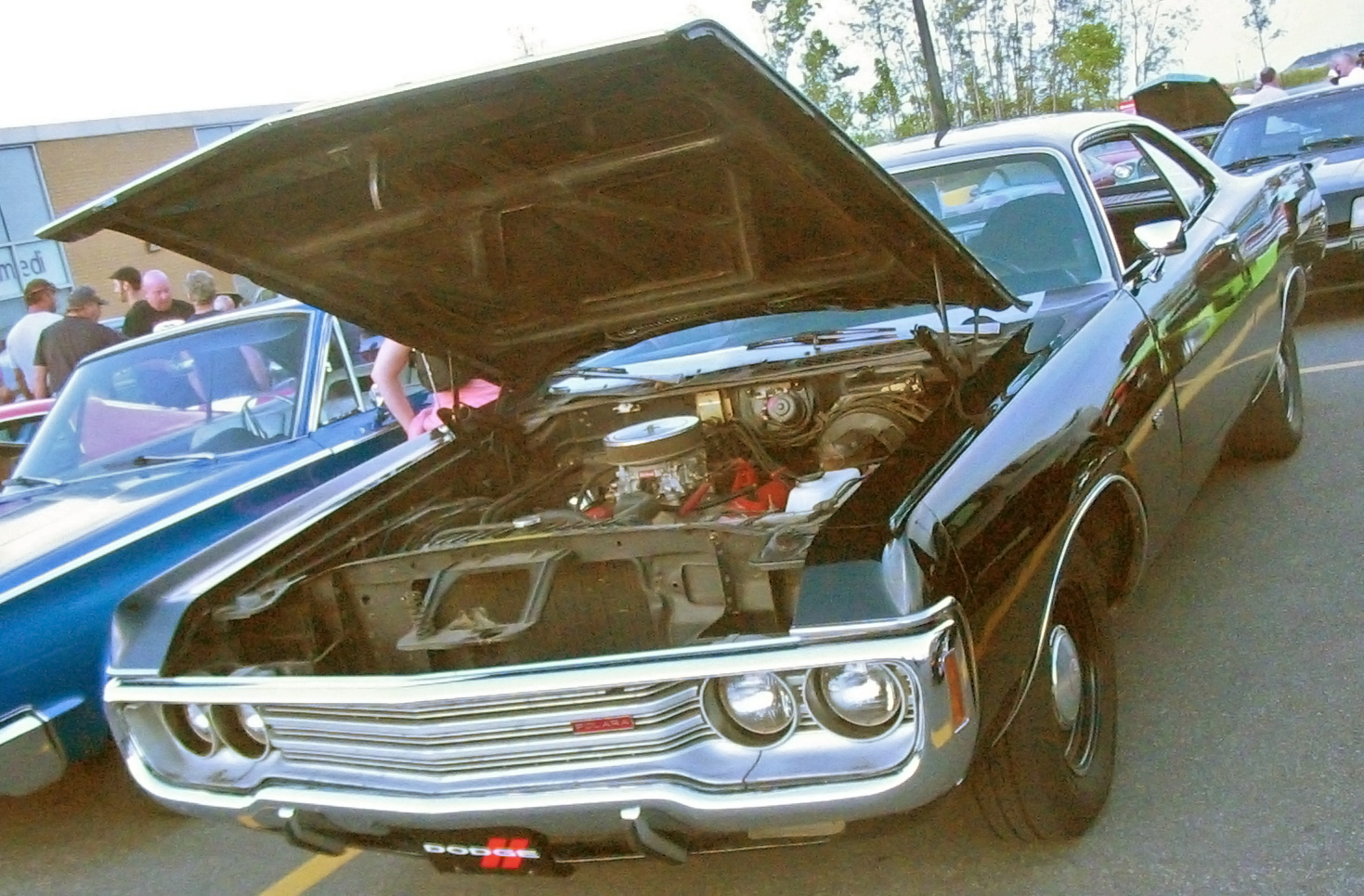
Двигатель автомобиля
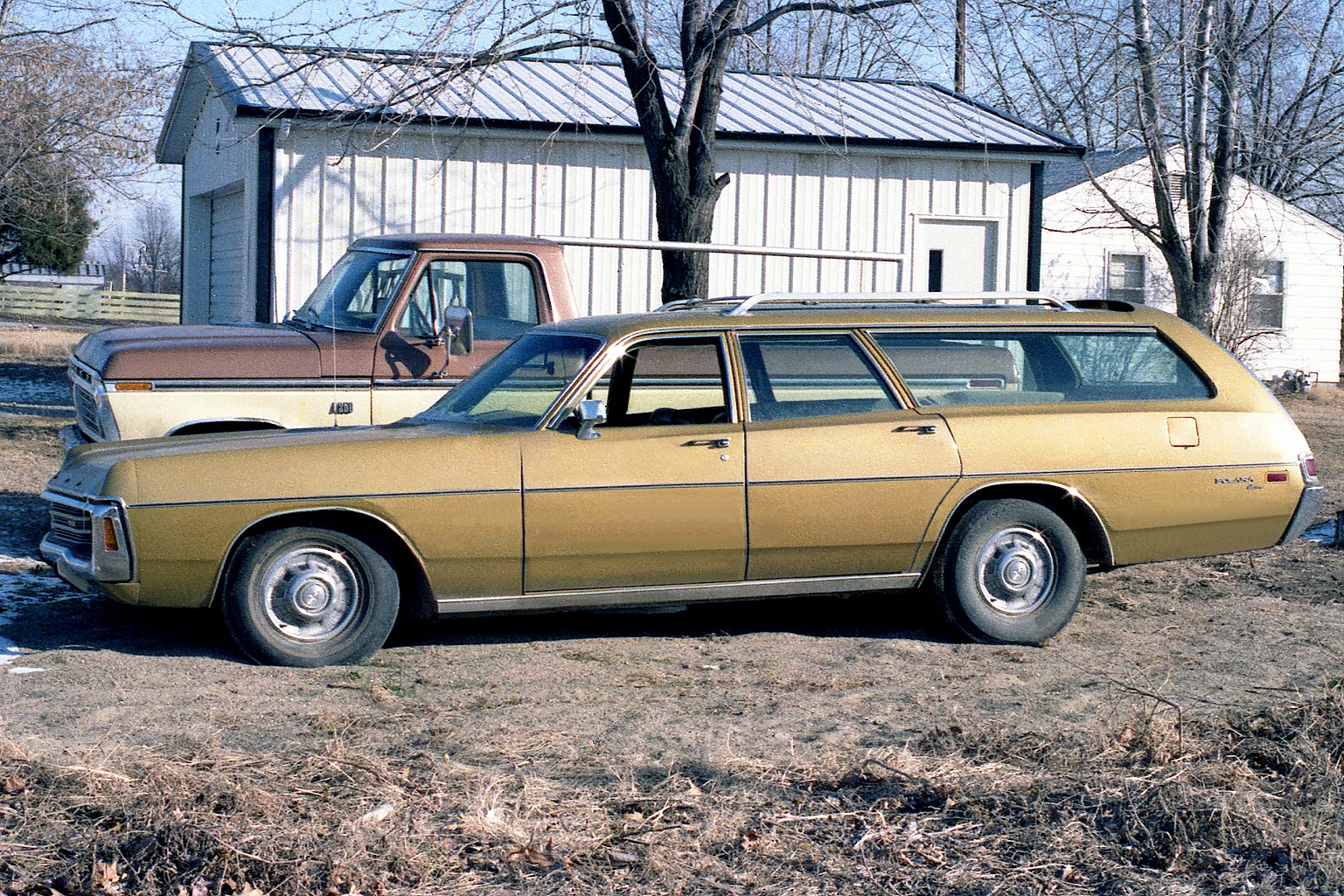
Универсал Dodge Polara образца 1971 года
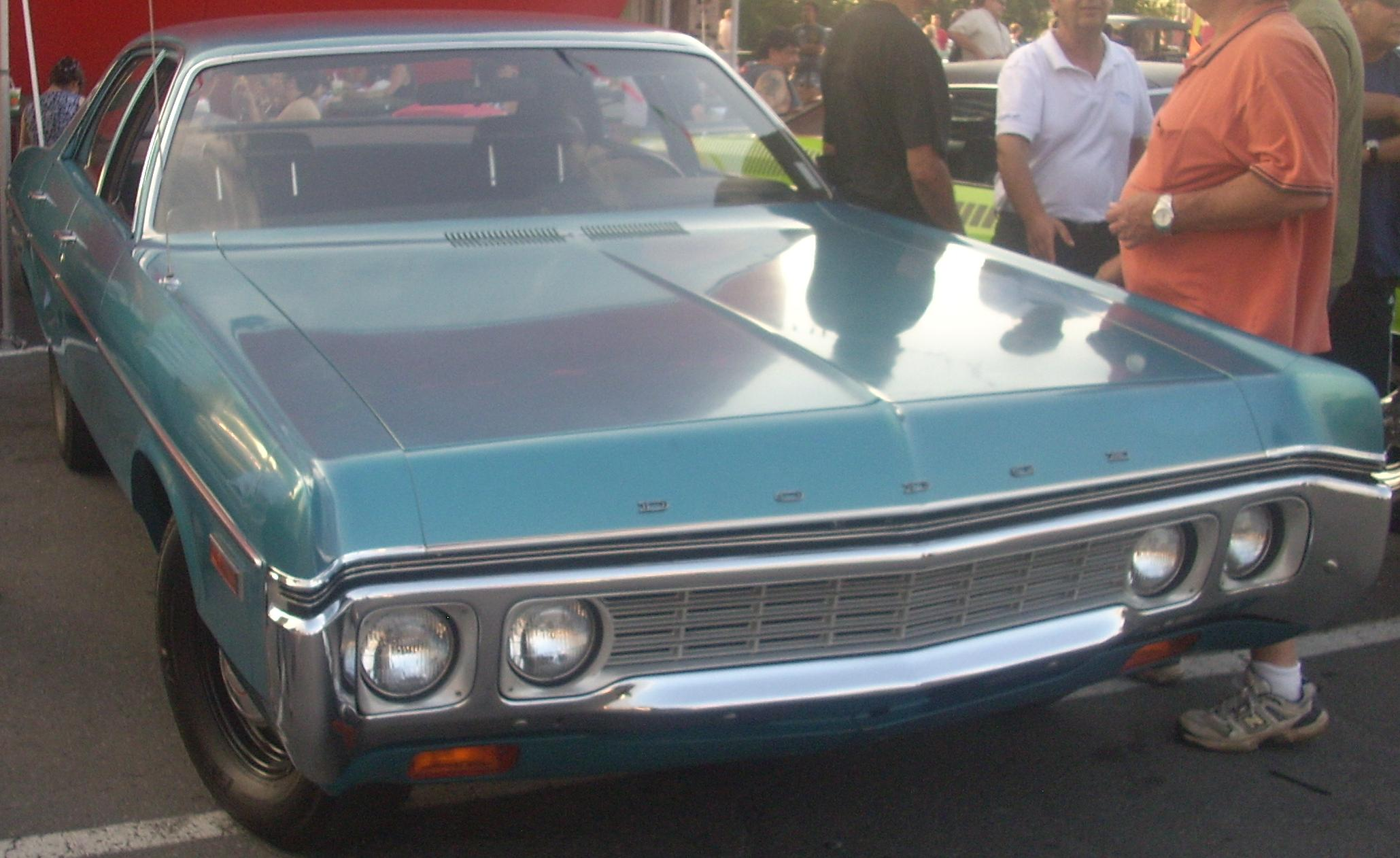
Четырёхдверный седан Dodge Polara образца 1972 года
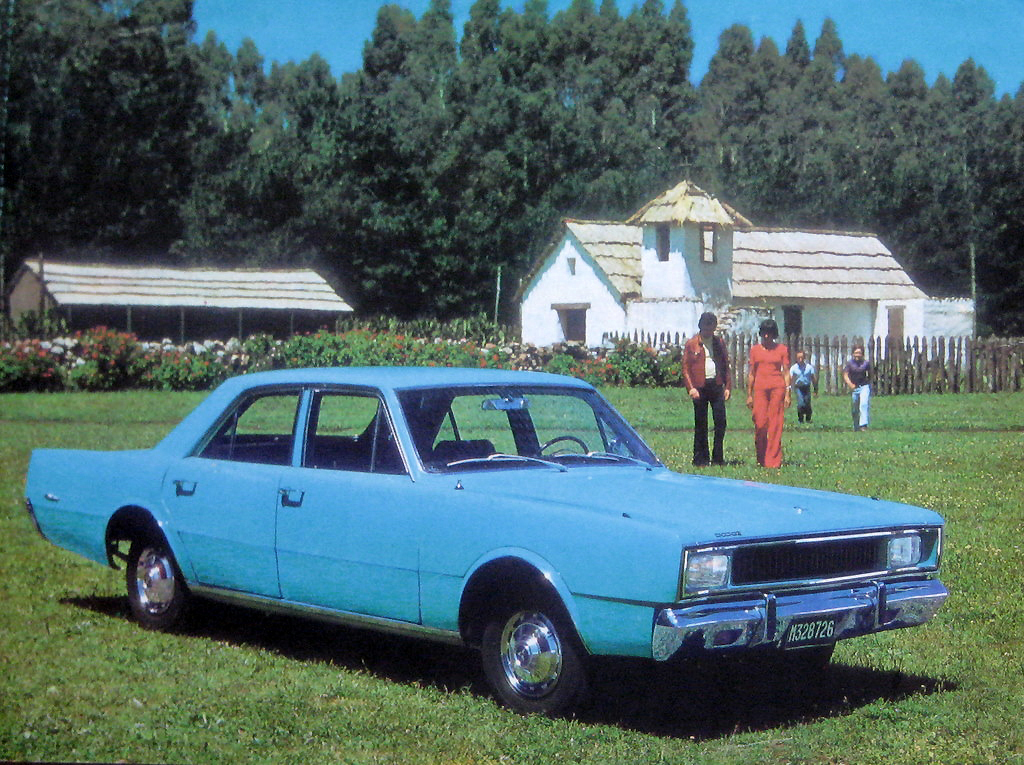
Аргентинский вариант Dodge Polara
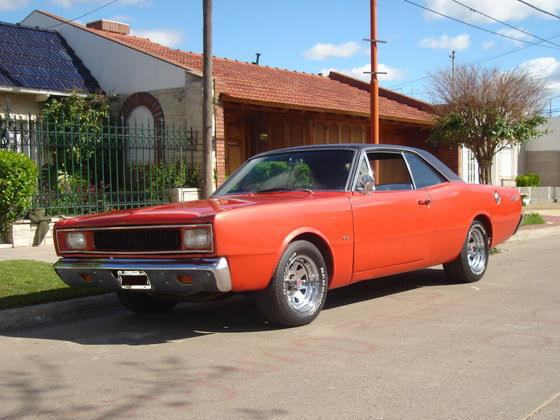
Dodge Polara GTX
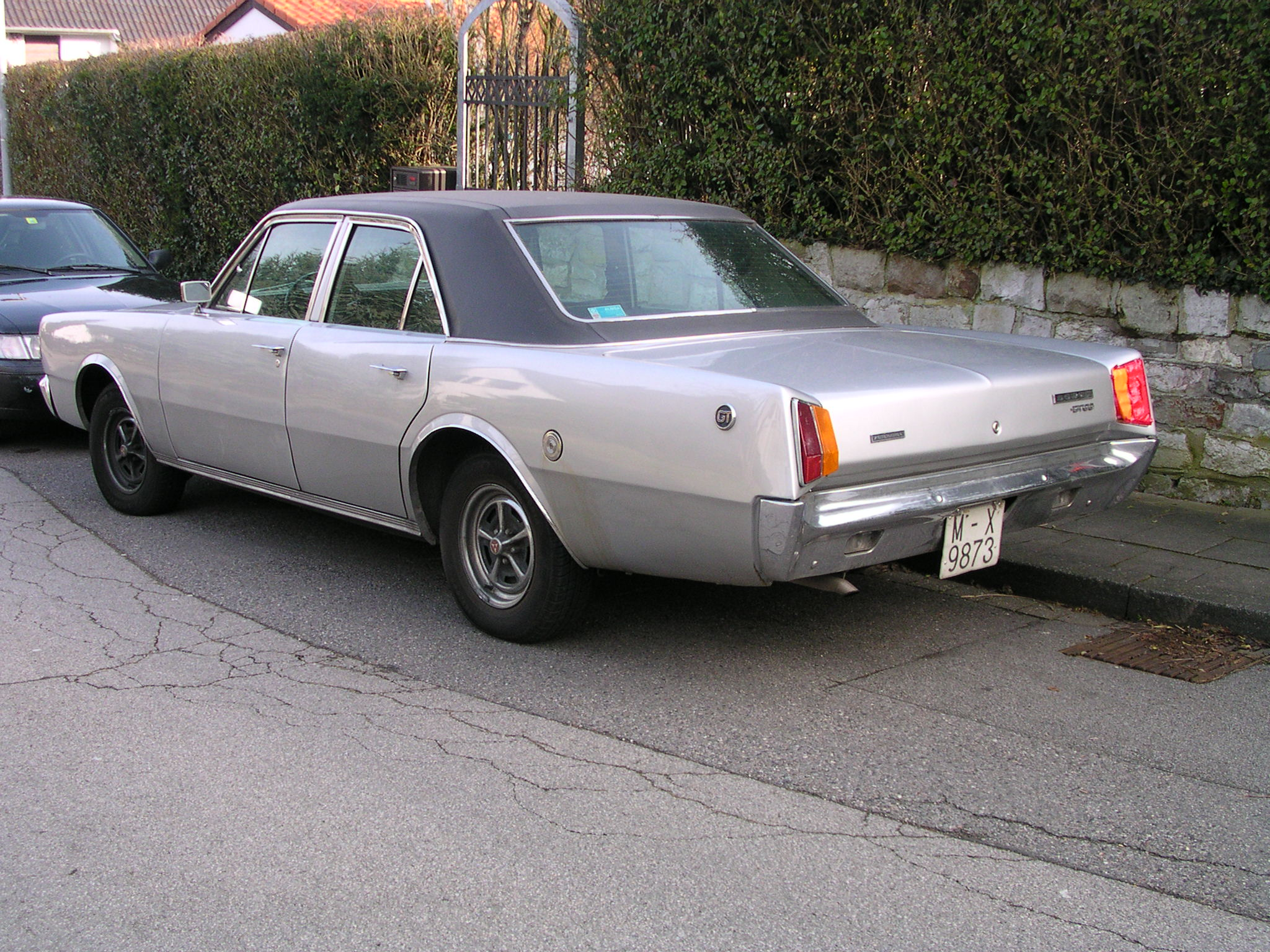
Dodge 3700 GT (Испания)
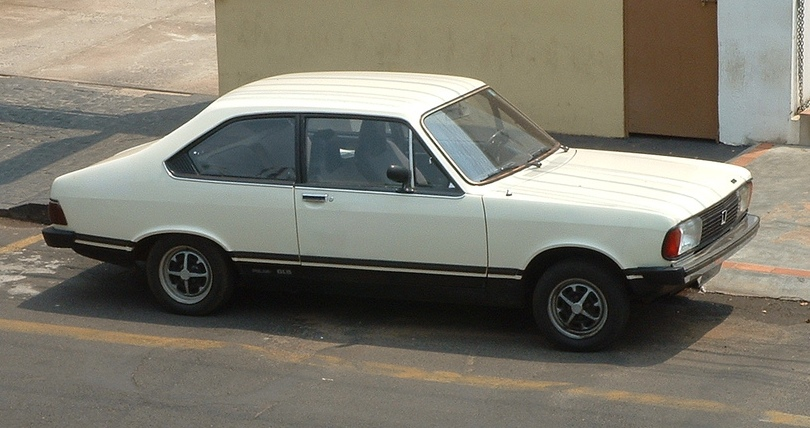
Dodge Polara GLS (Бразилия)